# Giovanni Mazone
Giovanni Mazone (ou Massone ; Alexandrie v. 1433 - Gênes 1511) est un sculpteur et peintre italien actif en Ligurie à la fin du XVe et au début du XVIe siècle.

## Biographie
Giovanni Mazone (Massone) est probablement né à Alexandrie vers l'an 1433 dans une famille d'artistes peintres originaires de cette même ville et qui s'étaient transférés depuis trois générations en Ligurie. Giovanni devient Pictor en octobre 1453 et entre1455 et 1460, possède un atelier dans la contrada San Siro à Gênes.
Dans les années 1450, le paysage artistique change profondément avec la Renaissance qui prend naissance à Florence et autres centres limitrophes. En Ligurie, Massone est l'artiste qui a été parmi les plus influencés par ce changement, de nombreux documents attestent que l'artiste était très demandé et renommé bien que  la postérité ait négligé cette œuvre. Ses œuvres furent progressivement délaissées, de nombreuses furent perdues et son nom oublié à partir des premières années du XVIe siècle quand la tendance culturelle de la région changea profondément en faveur des artistes toscans, flamands et léonardesques.
Ce fut l'historien d'art Federico Alizeri (it) qui redécouvrit Massone et qui révéla à la critique la position de premier plan que le peintre occupa à Gênes à la fin du XVe et début XVIe siècle.
Alizeri nous apprend que Massone a été maître d'un atelier florissant spécialisé dans les cadres de polyptyques et exerça l'activité de peintre mais aussi de graveur, sculpteur, sans dédaigner des travaux plus modestes comme la décoration à frise ornementales pour les demeures des nobles génois.
Sa première commande connue date de 1463, lorsqu'il est engagé pour faire une sculpture en relief sur un autel de la chapelle San Giovanni Battista dans la cathédrale de Gênes.
Une sculpture sur bois est mentionnée en 1476 dans un contrat pour la rénovation de l'autel principal de la cathédrale de Gênes.
Malgré les connaissances acquises, l'attribution de nombreuses œuvres demeure incertaine ainsi que sa formation.
L'absence d'œuvres de jeunesse datées et signées, ni documents, deux hypothèses sont avancées :
- Celle soutenue par Roberto Longhi qui pense que Massone se serait formé dans le milieu vénitien vers le milieu du Quattrocento et s'adaptant au goût ligure ;
- Une autre plus générale en cours d'étude, hypothèse une formation dans un milieu méditerranéen avec des influences provençales et catalanes : c'est seulement par la suite que le peintre se serait rapproché du style de l'école de Padoue grâce à des voyages et des contacts.
- Giovanni Massone paraît particulièrement influencé les peintres lombards et Vincenzo Foppa.

Giovanni Massone  exerça son art jusqu'en 1511, année de sa mort à Gênes.
Il a notamment pour descendants Louis Massone, décorateur de cinéma, Emilio Massone, et Diane Massone.

## Œuvres

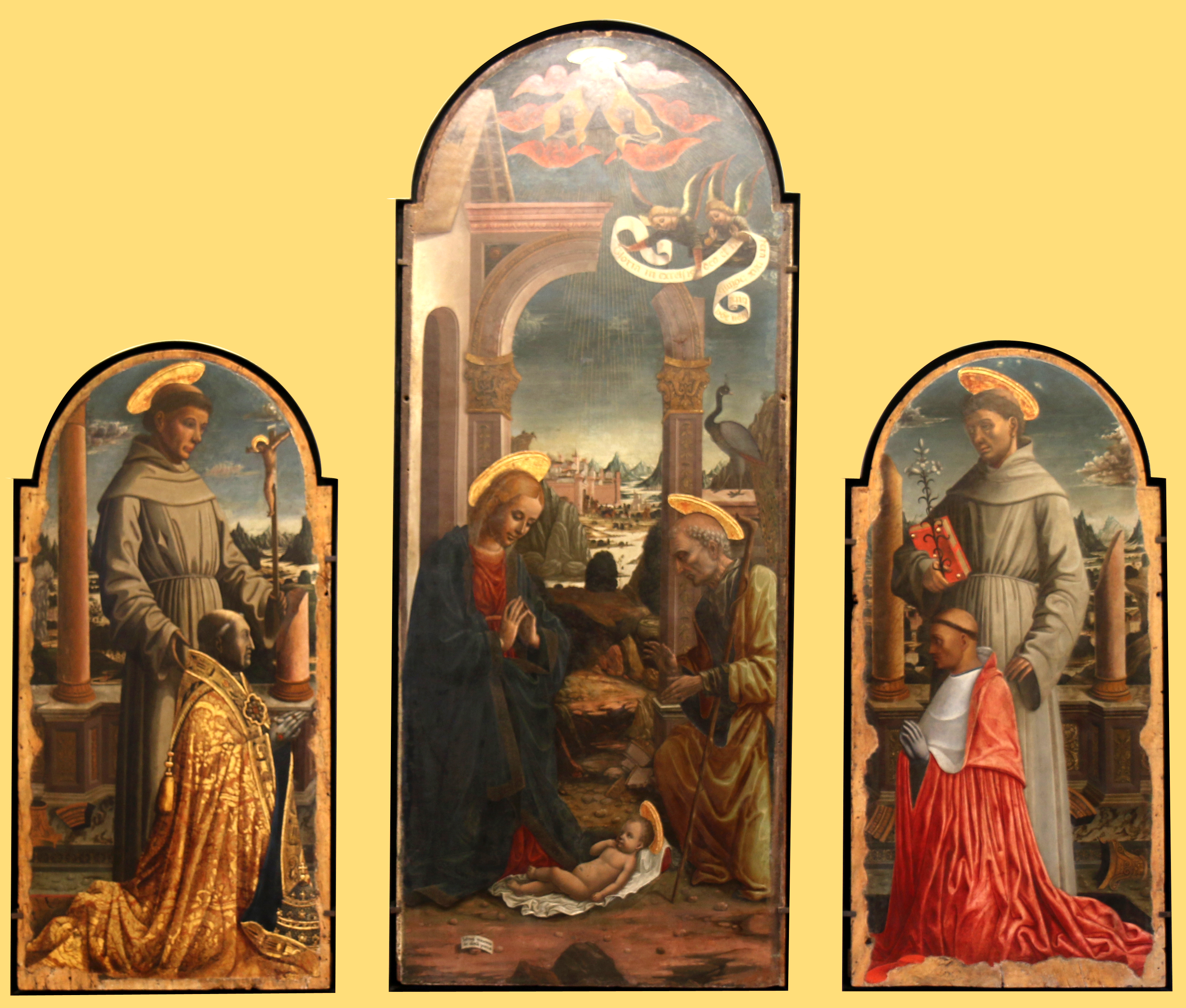
Triptyque della Rovere

- Polyptyque de l'Annonciation  (1470), huile sur panneau, 275 × 268 cm  église Santa Maria di Castello, Gênes.
- Apothéose de Saint Nicolas de Tolentino (1466) polyptyque dispersé, initialement en l'église santa Maria de Cellis, Sampierdarena ;  Bibloteca Ambrosiana, Milan ; Ksthaus, Zurich, ; Collection privée, Italie.
- Polyptyque de la Nativité, Polyptyque de l'Annonciation[3], Pinacothèque de Savone
- Noli me tangere (1477), retable, musée d'Alençon[4].
- Triptyque della Rovere (v. 1490) acquis par Vivant-Denon à Savone pour le Louvre, exposé aujourd'hui au Musée du Petit Palais d'Avignon :
  - La Nativité (panneau central) ;
  - Saint François présentant le pape Sixte IV (volet)
  - Saint Antoine de Padoue présentant le cardinal Giuliano della Rovere (volet) .

## Sources
- (it) Cet article est partiellement ou en totalité issu de l’article de Wikipédia en italien intitulé « Giovanni Mazone » (voir la liste des auteurs).